# Szermierka na Letnich Igrzyskach Olimpijskich 1920
Szermierka na VII Letnich Igrzyskach Olimpijskich w Antwerpii była rozgrywana od 15 do 26 sierpnia 1920 r. Zawody odbyły się w Pałacu Egmont.

## Klasyfikacja medalowa
| Lp. | Państwo           | złoto | srebro | brąz | Razem |
| --- | ----------------- | ----- | ------ | ---- | ----- |
| 1   | Włochy            | 5     | 1      | 0    | 6     |
| 2   | Francja           | 1     | 4      | 3    | 8     |
| 3   | Belgia            | 0     | 1      | 0    | 1     |
| 4   | Holandia          | 0     | 0      | 2    | 2     |
| 5   | Stany Zjednoczone | 0     | 0      | 1    | 1     |

## Medaliści
| Złoto | Srebro | Brąz |
| Floret (ind. druż.) | | |
| Nedo Nadi | Philippe Cattiau | Roger Ducret |
| Włochy Aldo Nadi · Nedo Nadi · Abelardo Olivier · Pietro Speciale · Rodolfo Terlizzi · Oreste Puliti · Tommaso Costantino · Baldo Baldi                                          | Francja André Labatut · Georges Trombert · Marcel Perrot · Lucien Gaudin · Philippe Cattiau · Roger Ducret · Gaston Amson · Lionel Bony de Castellane | Stany Zjednoczone Francis Honeycutt · Arthur Lyon · Robert Sears · Henry Breckinridge · Harold Rayner                                                 |
| Szpada (ind. druż.) | | |
| Armand Massard | Alexandre Lippmann | Gustave Buchard |
| Włochy Aldo Nadi · Nedo Nadi · Abelardo Olivier · Giovanni Canova · Dino Urbani · Tullio Bozza · Andrea Marrazzi · Antonio Allocchio · Tommaso Costantino · Paolo Thaon di Revel | Belgia Paul Anspach · Léon Tom · Ernest Gevers · Félix Goblet d’Alviella · Victor Boin · Joseph De Craecker · Philippe Le Hardy de Beaulieu           | Francja Armand Massard · Alexandre Lippmann · Gustave Buchard · Georges Casanova · Georges Trombert · Gaston Amson · Louis Moreau                     |
| Szabla (ind. druż.) | | |
| Nedo Nadi | Aldo Nadi | Adrianus de Jong |
| Włochy Aldo Nadi · Nedo Nadi · Francesco Gargano · Oreste Puliti · Giorgio Santelli · Dino Urbani · Baldo Baldi                                                                  | Francja Jean Margraff · Marc Perrodon · Henri de Saint Germain · Georges Trombert                                                                     | Holandia Jan van der Wiel · Adrianus de Jong · Jetze Doorman · Willem van Blijenburgh · Louis Delaunoij · Salomon Zeldenrust · Henri Wijnoldy-Daniëls |

## Uczestnicy
Udział wzięło 149 szermierzy z 13 krajów.

- Belgia (22)
- Czechosłowacja (9)
- Dania (8)
- Egipt (1)
- Francja (18)
- Grecja (3)
- Holandia (10)
- Portugalia (8)
- Stany Zjednoczone (17)
- Szwajcaria (8)
- Szwecja (8)
- Wielka Brytania (18)
- Włochy (19)